# Haydee Tamara Bunke Bider
Pour les articles homonymes, voir Bider.
Haydee Tamara Bunke Bider (Buenos Aires, 19 novembre 1937 - Río Grande[Selon qui ?] ou plutôt Vado del Yeso, province de Vallegrande, Bolivie, 31 août 1967) est une révolutionnaire communiste argentine d'origine allemande.
Également connue sous le pseudonyme de Tania la guerrillera, elle était la seule femme à combattre aux côtés de la poignée de guérilleros regroupés au sein de l'Armée de libération nationale (ELN) dirigée par Che Guevara en Bolivie où elle fut tuée dans une embuscade par des Rangers de l'armée bolivienne assistés par la CIA. 

## Biographie
Tamara Bunke est la fille d'Erich Bunke et de Nadia Bider, communistes allemands qui ont fui l'Allemagne nazie pour l'Argentine. En 1952, alors que le régime du général Juan Perón réprime les communistes, la famille s'installe en Allemagne de l'Est (RDA). 
Dans sa jeunesse, Tamara Bunke est une athlète passionnée et une excellente étudiante, qui développe une affection particulière pour la musique folklorique latino-américaine. À 18 ans, Tamara Bunke devient membre de la Jeunesse libre allemande (Freie Deutsche Jugend - FDJ), organisation de jeunesse du Parti socialiste unifié d'Allemagne (Sozialistische Einheitspartei Deutschlands - SED), le parti dirigeant de la RDA.

### Années universitaires (1953-59)
Tamara prospère dans son nouvel environnement et commence à étudier les sciences politiques à l'université Humboldt à Berlin-Est. Elle rejoint la Fédération mondiale de la jeunesse démocratique, ce qui lui permet d'assister au Festival mondial de la jeunesse et des étudiants à Vienne, Prague, Moscou et enfin La Havane, à Cuba. Son vif intérêt et sa connaissance de l'Amérique latine, ainsi que ses compétences linguistiques (elle parle couramment le russe, le français, l'anglais, l'espagnol et l'allemand), la voient rapidement traduire pour le département international de la FDJ. À ce titre, elle assure le rôle de traductrice pour le flot croissant de visiteurs cubains, à la suite de la victoire de la révolution cubaine de 1959. 

### Cuba et Che Guevara (1960-64)
En 1960, à l'âge de 23 ans, Bunke rencontre le révolutionnaire marxiste Che Guevara. Guevara est en visite à Leipzig avec une délégation commerciale cubaine et Bunke, qui le considère comme un de ses héros, lui est assigné comme interprète. Inspirée par la révolution cubaine, dont Guevara est devenu une icône internationale, Bunke s'installe à Cuba en 1961. Elle se tourne d'abord vers le bénévolat, l'enseignement et la construction de maisons et d'écoles à la campagne Ses hôtes cubains remarquent vite l'efficacité, la discipline et le sens du service qui la caractérisent. En conséquence, elle participe à des brigades de travail, à la milice et à la campagne d'alphabétisation cubaine. Elle travaille également au ministère de l'Éducation, à l'Institut cubain de l'amitié entre les peuples et à la Fédération des femmes cubaines.
Finalement, elle est sélectionnée pour participer à la malencontreuse expédition de guérilla du Che en Bolivie intitulée « opération Fantasma ». Le but de Guevara est de déclencher un soulèvement révolutionnaire à l'échelle du continent en Argentine, au Paraguay, au Brésil, au Pérou et au Chili ; en créant « deux, trois, beaucoup de Vietnams » afin de défier l'impérialisme américain,. En préparation, Guevara assigne Bunke à Dariel Alarcón Ramírez (connu sous le nom de guerre « Benigno ») à Pinar del Río dans l'ouest de Cuba. Guevara veut qu'on lui enseigne l'autodéfense, par exemple comment utiliser un couteau, une mitraillette et un pistolet, comment envoyer et recevoir des transmissions télégraphiques et des messages codés par radio. C'est à cette époque qu'elle prend « Tania » comme nom de guerre. Pendant sa formation à Cuba et plus tard dans une petite ferme dans la banlieue de Prague, Bunke impressionne les Cubains par son intelligence, son endurance et son talent pour l'espionnage. Benigno, par exemple, la décrit comme « gracieuse, belle et gentille, mais aussi très dure ». De plus, en tant que personne très sociable et capable de nouer facilement des amitiés, le gouvernement cubain se rend compte qu'elle possède des traits bénéfiques pour son travail futur en Bolivie.

### Insurrection bolivienne (1964-1967)
Elle arrive en Bolivie en novembre 1964 sous le nom de « Laura Gutierrez Bauer ». Elle y travaille comme institutrice et doit réunir des informations sur la haute société bolivienne. Elle se joint à un groupe de guérilleros mené par Juan Vitalio Acuña Núñez, peut-être même contre la volonté de Che Guevara qui dirige la campagne de guérilla. Elle était aussi membre des services secrets est-allemands, comme le précise Jacobo Machover (« La Face cachée du Che, Buchet Chastel, 2007).
Le 31 août 1967, à Vado del Yeso, les soldats boliviens tendent une embuscade au groupe et tuent la plupart de ses membres. Tamara Bunke est tuée alors qu'elle traverse un cours d'eau. Son corps est emporté par les flots et ne sera retrouvé que le 6 septembre ; elle est enterrée le lendemain. Ses restes sont localisés le 13 octobre 1998 près des corps d'autres membres du groupe de Guevara en Bolivie. Les corps sont transférés à Cuba puis enterrés de nouveau ensemble. Elle est devenue une des martyres de la révolution cubaine.

### Filmographie
- Che, 2e partie : Guerilla (Che: Part Two) de Steven Soderbergh, 2008 Le personnage de Tamara Bunke est interprété par Franka Potente.